# Rzym i Jerozolima
Rzym i Jerozolima – książka autorstwa Aleksandra Krawczuka, wydana po raz pierwszy w 1974 roku. Opowiada o losach Cesarstwa rzymskiego i Palestyny w latach 69-70. Jest trzecią i ostatnią książką z "palestyńskiego cyklu" Krawczuka, na który składają się też Herod, król Judei oraz Tytus i Berenika.